# Ponzone
Ponzone – miejscowość i gmina we Włoszech, w regionie Piemont, w prowincji Alessandria.
Według danych na styczeń 2010 gminę zamieszkiwało 1131 osób przy gęstości zaludnienia 16,3 os./km².